# Game Arts
Game Arts Co., Ltd. (яп. 株式会社ゲームアーツ Кабусики-гайся Гэму Ацу) — японская компания с главным офисом в городе Токио, занимающаяся производством и выпуском компьютерных игр. Основана в 1985 году и первое время специализировалась на создании различного программного обеспечения для существовавшей тогда вычислительной техники, но позже переключилась на разработку электронных развлечений, в основном для консолей и портативных устройств. На протяжении многих лет во главе стоит президент Ёити Миядзи, который сформулировал стержневую философию компании — создавать исключительно «новые, инновационные и привлекающие к себе внимание игры», считая компьютерные игры своеобразным видом искусства, он довёл эту идею до всех сотрудников студии. Отсюда и название, переводящееся с английского языка примерно как «игровое искусство».
Game Arts входит в состав Ассоциации производителей компьютерных развлечений Японии (CESA) и сотрудничает со многими другими японскими компаниями, в списке их партнёров Square Enix, Bandai, Koei и Gung-Ho Online Entertainment — совместно с ними было спродюсировано несколько громких проектов. Иногда студия выпускает игры самостоятельно, но обычно она занимается именно разработкой игр, оставляя право издания каким-то другим компаниям, особенно когда дело касается локализации и релизов в других регионах.
Компания не имеет каких-то предпочтений, создавая игры самых разных жанров для самых разных платформ. Деятельность в индустрии началась для них с аркадного боевика Thexder, выпущенного в 1985 году для персонального компьютера, затем последовали несколько традиционных простых игр типа маджонга, предназначенные исключительно для японской аудитории. В западном мире Game Arts больше всего известна своими ролевыми сериями Lunar и Grandia, а также стратегической линейкой Gungriffon — обретя популярность в середине девяностых годов, они надолго превратились в главные торговые марки компании. Некоторые известные персонажи оттуда появились в знаменитом кроссовере Super Smash Bros. Brawl, созданном при непосредственном участии сотрудников Game Arts.
В последнее время все ресурсы компании сосредоточены на производстве массовой многопользовательской ролевой игры Grandia Online, это настоящий долгострой, работа над которым ведётся ещё с 2004 года.

## Ключевые проекты
- Thexder (1985)
- Cuby Panic (1985)
- Silpheed (1987)
- Zeliard (1987)
- Solitaire Royale (1988)
- Thexder 2 (1989)
- Faria (1989)
- Harakiri (1990)
- Tenka Fubu (1991)
- Alisia Dragoon (1992)
- Lunar: The Silver Star (1992)
- Yumimi Mix (1993)
- J League Soccer (1993)
- Jan'ou Touryumon (1993)
- Urusei Yatsura: My Dear Friends (1994)
- Lunar: Eternal Blue (1994)
- Thexder 95 (1995)
- Yumimi Mix Remix (1995)
- Lunar: Walking School (1996)
- Gungriffon (1996)
- Lunar: Silver Star Story (1996)
- Tokyo Mahjong Land (1996)
- Daina Airan (1996)
- Lunar: Silver Star Story Complete (1997)
- Magic School Lunar! (1997)
- Grandia (1997)
- Gungriffon II (1998)
- Grandia: Digital Museum (1998)
- Lunar 2: Eternal Blue (1998)
- Lunar 2: Eternal Blue Complete (1999)
- Grandia II (2000)
- Gungriffon Blaze (2000)
- Silpheed: The Lost Planet (2000)
- Grandia: Parallel Trippers (2000)
- Lunar Legend (2001)
- Chenwen no Sangokushi (2001)
- Grandia Xtreme (2002)
- Bomberman Generation (2002)
- Gungriffon: Allied Strike (2004)
- Lunar: Dragon Song (2005)
- Grandia III (2005)
- Project Sylpheed (2006)
- Mainichi Issho (2006)
- Super Smash Bros. Brawl (2008)
- Teenage Mutant Ninja Turtles: Smash-Up (2009)
- The Magic Obelisk (2009)
- Lunar: Silver Star Harmony (2009)